# Нижнекамская ТЭЦ-1
Нижнекамская ТЭЦ-1 — теплоэлектроцентраль, расположенная в городе Нижнекамске Республики Татарстан. Является собственностью АО «ТГК-16», входящей в группу компаний «ТАИФ». Нижнекамская ТЭЦ-1 обеспечивает тепловой энергией бо́льшую часть промышленности Нижнекамска, основным из которых является «Нижнекамскнефтехим». Разработка проекта Нижнекамской ТЭЦ-1 мощностью 1000 МВт велась Львовским отделением института «Теплоэлектропроект». Строительство станции было завершено в 1977 г.
За 2009 год выработка электроэнергии  составила 2,96 млрд. кВтч, отпуск тепловой энергии с паром и горячей водой – 9,2 млн. Гкал. Удельные расходы условного топлива составили на отпущенную электроэнергию по факту 2009 года 300,9 г/кВтч, на отпущенное тепло – 134,6 кг/Гкал.

## Перечень основного оборудования
| Агрегат                              | Тип             | Изготовитель                                               | Количество | Ввод в эксплуатацию     | Основные характеристики | Основные характеристики | Источники |
| Агрегат                              | Тип             | Изготовитель                                               | Количество | Ввод в эксплуатацию     | Параметр                | Значение                | Источники |
| ------------------------------------ | --------------- | ---------------------------------------------------------- | ---------- | ----------------------- | ----------------------- | ----------------------- | --------- |
| Оборудование паротурбинных установок |                 |                                                            |            |                         |                         |                         |           |
| Паровой котёл                        | ТГМ-84 (А,Б)    | Таганрогский котельный завод «Красный котельщик»           | 11         | 1967—1975 г.            | Топливо                 | газ                     | [ 1 ]     |
| Паровой котёл                        | ТГМ-84 (А,Б)    | Таганрогский котельный завод «Красный котельщик»           | 11         | 1967—1975 г.            | Производительность      | 420 т/ч                 | [ 1 ]     |
| Паровой котёл                        | ТГМ-84 (А,Б)    | Таганрогский котельный завод «Красный котельщик»           | 11         | 1967—1975 г.            | Параметры пара          | 140 кгс/см2, 560 °С     | [ 1 ]     |
| Паровой котёл                        | ТГМ-96Б         | Таганрогский котельный завод «Красный котельщик»           | 5          | 1976—1978 г.            | Топливо                 | газ                     | [ 1 ]     |
| Паровой котёл                        | ТГМ-96Б         | Таганрогский котельный завод «Красный котельщик»           | 5          | 1976—1978 г.            | Производительность      | 480 т/ч                 | [ 1 ]     |
| Паровой котёл                        | ТГМ-96Б         | Таганрогский котельный завод «Красный котельщик»           | 5          | 1976—1978 г.            | Параметры пара          | 140 кгс/см2, 560 °С     | [ 1 ]     |
| Паровая турбина                      | ПТ-60/75-130/13 | Ленинградский металлический завод                          | 2          | 1967 г. 1969 г.         | Установленная мощность  | 60 МВт                  | [ 1 ]     |
| Паровая турбина                      | ПТ-60/75-130/13 | Ленинградский металлический завод                          | 2          | 1967 г. 1969 г.         | Тепловая нагрузка       | 139 Гкал/ч              | [ 1 ]     |
| Паровая турбина                      | Р-100-130/15    | Уральский турбинный завод                                  | 3          | 1970 г. 1974 г. 1977 г. | Установленная мощность  | 100 МВт                 | [ 1 ]     |
| Паровая турбина                      | Р-100-130/15    | Уральский турбинный завод                                  | 3          | 1970 г. 1974 г. 1977 г. | Тепловая нагрузка       | 405 Гкал/ч              | [ 1 ]     |
| Паровая турбина                      | Т-105/120-130-2 | Уральский турбинный завод                                  | 2          | 1971 г. 1973 г.         | Установленная мощность  | 105 МВт                 | [ 1 ]     |
| Паровая турбина                      | Т-105/120-130-2 | Уральский турбинный завод                                  | 2          | 1971 г. 1973 г.         | Тепловая нагрузка       | 160 Гкал/ч              | [ 1 ]     |
| Паровая турбина                      | Р-70/100-130/15 | Уральский турбинный завод                                  | 2          | 1972 г. 1976 г.         | Установленная мощность  | 70 МВт                  | [ 1 ]     |
| Паровая турбина                      | Р-70/100-130/15 | Уральский турбинный завод                                  | 2          | 1972 г. 1976 г.         | Тепловая нагрузка       | 405 Гкал/ч              | [ 1 ]     |
| Паровая турбина                      | Т-110/120-130-3 | Уральский турбинный завод                                  | 1          | 1977 г.                 | Установленная мощность  | 110 МВт                 | [ 1 ]     |
| Паровая турбина                      | Т-110/120-130-3 | Уральский турбинный завод                                  | 1          | 1977 г.                 | Тепловая нагрузка       | 175 Гкал/ч              | [ 1 ]     |
| Водогрейное оборудование             |                 |                                                            |            |                         |                         |                         |           |
| Водогрейный котёл                    | ПТВМ-100        | Дорогобужский котельный завод Белгородский котельный завод | 2          | 1970 г. 1974 г.         | Топливо                 | газ                     | [ 1 ]     |
| Водогрейный котёл                    | ПТВМ-100        | Дорогобужский котельный завод Белгородский котельный завод | 2          | 1970 г. 1974 г.         | Производительность      | 100 Гкал/ч              | [ 1 ]     |
| Водогрейный котёл                    | ПТВМ-180        | Барнаульский котельный завод                               | 3          | 1976 г. 1977 г.         | Топливо                 | газ                     | [ 1 ]     |
| Водогрейный котёл                    | ПТВМ-180        | Барнаульский котельный завод                               | 3          | 1976 г. 1977 г.         | Производительность      | 180 Гкал/ч              | [ 1 ]     |